# Elsimar Coutinho
Elsimar Metzker Coutinho (Pojuca, 18 de maio de 1930 - São Paulo, 17 de agosto de 2020) foi um cientista, professor, médico ginecologista, Farmacêutico, Bioquímico e personalidade televisiva brasileiro.

## Biografia
Iniciou seus estudos na cidade de Pojuca, Bahia, tendo concluído o secundário no Colégio Estadual da Bahia, Salvador. Cursando a Universidade Federal da Bahia, onde também foi professor, formou-se em Farmácia e Bioquímica em 1951, e em 1956 em Medicina. Em seguida recebeu uma bolsa de estudo do governo brasileiro e da França, foi estudar com o professor Claude Fromageot, na Sorbonne, Universidade de Paris. Na França, interessou-se pela ação do mecanismo dos hormônios, campo a que se dedicou pelo resto de sua vida.
Na década de 1960, apresentou a tese do primeiro anticoncepcional injetável de uso prolongado. Mesmo com as polêmicas que suas pesquisas geraram, desenvolveu o produto, assim como outros importantes métodos contraceptivos injetáveis, pílulas para uso oral e vaginal e os implantes hormonais subcutâneos.
Presidiu a ABEPF  Associação Brasileira de Entidades de Planejamento Familiar. 
Morreu no dia 17 de agosto de 2020 em São Paulo, aos 90 anos, de complicações da COVID-19.